# دیو من
دیو من (انگلیسی: Dave Menne؛ زادهٔ ۱۹۷۴) ورزشکار هنرهای رزمی ترکیبی اهل ایالات متحده آمریکا است. وی بین سال‌های ۱۹۹۷ تا ۲۰۱۲ میلادی فعالیت می‌کرد.